# Dianne Gerace

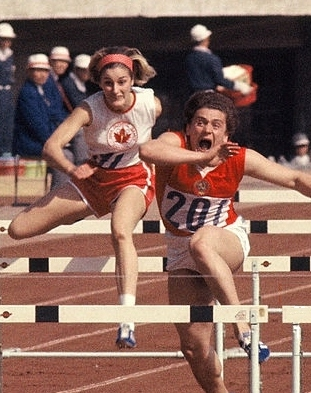
Dianne Gerace (links) und Irina Press bei den Olympischen Spielen 1964

Dianne Gerace (Dianne Roberta Gerace, verheiratete Fox; * 26. Oktober 1943 in Trail, British Columbia) ist eine ehemalige kanadische Hochspringerin, Fünfkämpferin und Weitspringerin.
Bei den Panamerikanischen Spielen 1963 in São Paulo gewann sie Silber im Hochsprung und wurde Sechste im Weitsprung.
1964 kam sie bei den Olympischen Spielen in Tokio im Hochsprung auf den fünften und im Fünfkampf auf den 15. Platz.
Je zweimal wurde sie Kanadische Meisterin im Hochsprung (1963, 1964) und im Weitsprung (1963, 1964) und einmal im Fünfkampf (1964).

## Persönliche Bestleistungen
- Hochsprung: 1,75 m, 9. Mai 1964, Vancouver
- Fünfkampf: 4716 Punkte, 1. August 1964, Toronto